# Mußbach (Adelsgeschlecht)

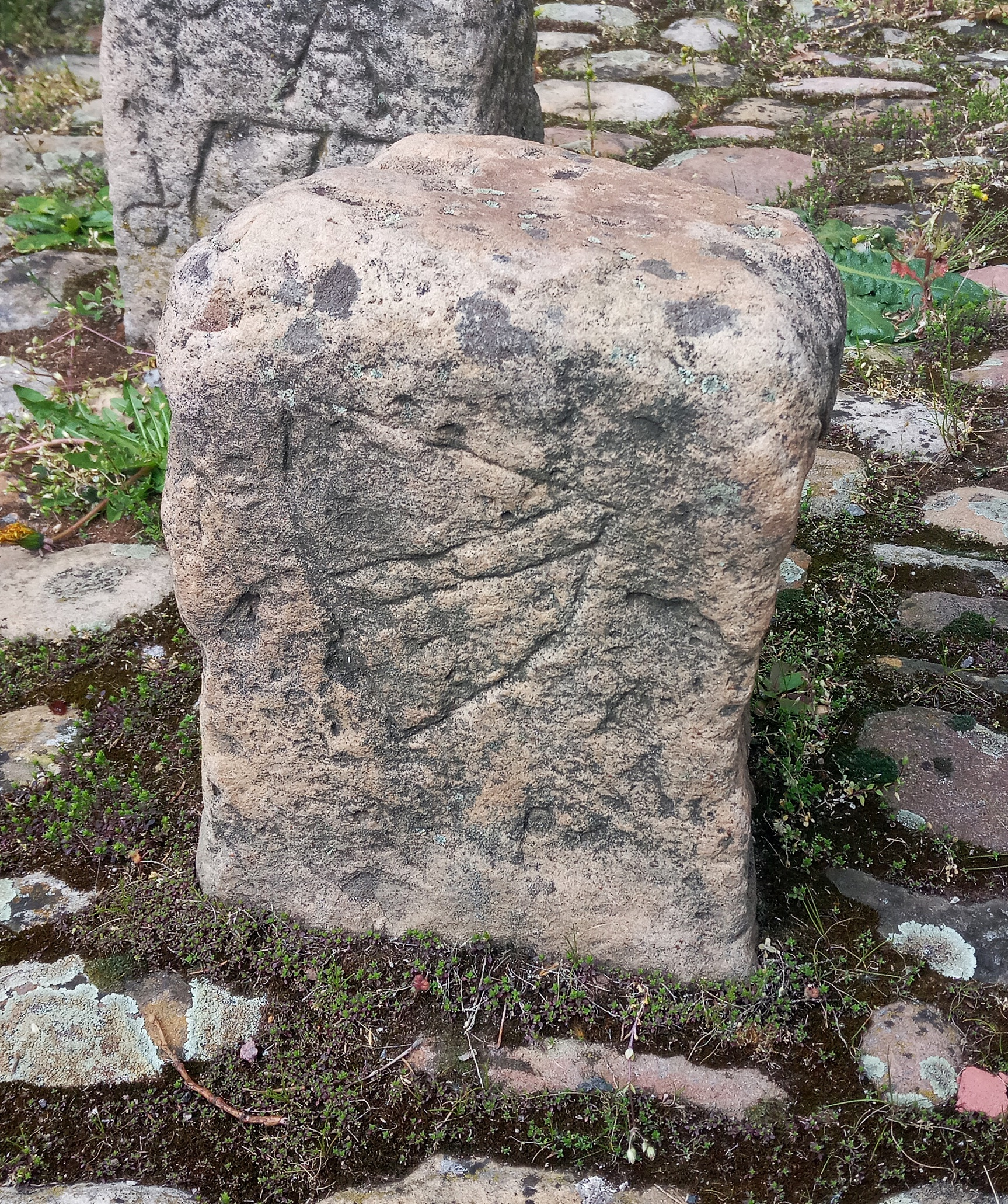
Grenzstein mit dem Wappen des Adelsgeschlechts im Herrenhof zu Mußbach

Das Geschlecht von Mußbach zählte im Mittelalter zum niederen Adel im südwestdeutschen Raum, meist in der heutigen Pfalz (Rheinland-Pfalz).

## Ursprung
Das Geschlecht nannte sich nach dem Winzerdorf Mußbach, das heute ein Stadtteil von Neustadt an der Weinstraße ist.
Einige der Herren von Mußbach waren Ministerialen der Bischöfe von Speyer und/oder Worms, andere nahmen Funktionen im Johanniterorden wahr, der nach der Reformation den Namen Souveräner Malteserorden annahm.
Dem Johanniterorden gehörte damals in Mußbach eine weitläufige Hofgutanlage, der seit dem 7. Jahrhundert nachgewiesene und heute noch existierende Herrenhof, dessen Name von den geistlichen Herren abgeleitet ist. Die Mußbacher machten dem Orden mehrere Stiftungen.

## Vertreter (alphabetisch)
- Albert von Mußbach († 1277), Domherr in Speyer und in Worms, wurde Opfer eines Meuchelmords.[3][4]
- Eberhard von Mußbach war 1283 Mitglied des Rittergerichts, das über den Eußerthaler Geraidestreit zu befinden hatte.[5]
- Egeno von Mußbach war im 14. Jahrhundert Großprior des Johanniterordens und 1306–1317 Komtur von Heimbach.[6]
- Egon von Mußbach war 1217 Ministeriale des Bischofs von Speyer.[7]
- Gerhard von Mußbach schenkte 1297 wesentliche Teile seines Grundbesitzes der Komturei Heimbach.[6]
- Johann von Mußbach (erwähnt 1277), Bruder des ermordeten Albert, war ab 1277 – wohl als Nachfolger des Getöteten – Domherr in Speyer.[7]
- Johann von Mußbach (erwähnt 1315), Neffe des ermordeten Albert, war Domkapitular und dotierte 1315 eine Messstiftung für den Onkel und sich selbst.[8]
- Richard von Mußbach war 1323–1324 Großprior des Johanniterordens.[7][6]